# Крылов, Николай Иванович
Никола́й Ива́нович Крыло́в (29 [12 мая] апреля 1903, село Голяевка, Саратовская губерния — 9 февраля 1972, Москва) — советский военачальник, дважды Герой Советского Союза (19.04.1945, 8.09.1945), Маршал Советского Союза (1962). Член ЦК КПСС (1961—1972).

## Биография

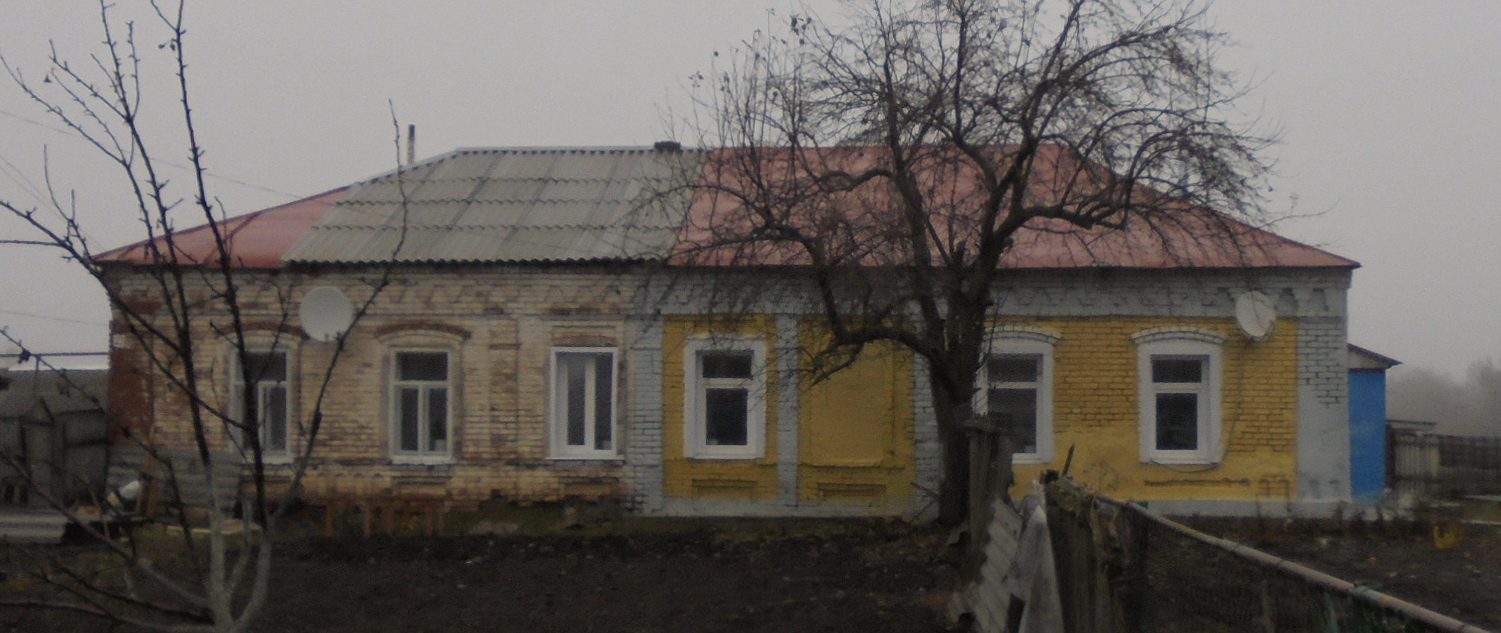
Дом, в котором родился Н. И. Крылов, с. Вишнёвое

Родился в селе Голяевка Тамалинской волости Сердобского уезда Саратовской губернии. В настоящее время село Голяевка называется Вишнёвое и находится в составе Тамалинского района Пензенской области. Дом, в котором родился Н. И. Крылов в селе Вишнёвое, сохранился до наших дней.
Родился в семье священника Казанской церкви села Голяевка). Русский. Вскоре семья Крыловых переехала в село Аркадак Балашовского уезда Саратовской губернии.
С 1918 года — в комсомоле, был секретарём уездной комсомольской ячейки и бойцом добровольческого партийно-комсомольского красногвардейского отряда.
В годы гражданской войны пытался поступить в Красную Армию, в начале 1919 года был зачислен в авиационный дивизион Южного фронта, но через несколько дней тяжело заболел и был оставлен у родителей. Тогда же сдал экстерном экзамен за школьный курс и получил свидетельство об окончании школы 2-й ступени.

## Гражданская война
Тем не менее, в апреле 1919 года в возрасте 16 лет добился зачисления в Красную Армию. После успешного окончания в 1920 году Саратовских пехотно-пулемётных курсов в 1920 году был назначен командиром стрелкового взвода, затем стрелковой полуроты в составе 28-й стрелковой дивизии имени В. М. Азина. В рядах 11-й армии воевал на Южном фронте, участвовал в занятии красными войсками Азербайджана, в советско-грузинской войне 1921 года. В том же году переведён на Дальний Восток и в возрасте 19 лет назначен командиром стрелкового батальона в 3-м Верхне-Удинском полку 1-й Тихоокеанской дивизии Народно-революционной армии Дальневосточной республики. Участвовал в штурме Спасска, освобождении Никольска-Уссурийского и Владивостока в 1922 году.

## Межвоенный период
После окончания гражданской войны Крылов остался служить в Красной Армии и продолжал служить на Дальнем Востоке, командовал батальоном, с 1923 года — помощник начальника штаба стрелкового полка. Член ВКП(б) с 1927 года. В августе 1928 года окончил Курсы усовершенствования комсостава РККА «Выстрел». После окончания курсов участвовал в конфликте на КВЖД. С 1929 года — начальник штаба стрелкового полка в 1-й Тихоокеанской дивизии. С 1931 года командовал батальоном в Благовещенском укрепрайоне. С 1936 года — начальник штаба Благовещенского укрепрайона в этой должности участвовал в Боях у озера Хасан
С 1939 года — начальник отдела ОСОАВИАХИМа в Ставрополе. В мае 1941 года назначен начальником штаба Дунайского укрепрайона на южном участке советско-румынской границы в Одесском военном округе.

## Великая Отечественная война
В этой должности встретил Великую Отечественную войну. В первый день войны вступил в бой с румынскими войсками, безуспешно пытавшимися перейти границу. Когда возникла угроза захвата врагом Одессы, войска с границы были отведены к ней, а полковник Н. И. Крылов был назначен в начале июля 1941 года заместителем начальника оперативного отдела Приморской армии. В условиях нехватки командиров в окружённой Одессе, 11 августа стал начальником оперативного отдела армии, а уже с 21 августа — начальником штаба Приморской армии. В этой должности прошёл от начала до конца оборону Одессы и оборону Севастополя. 8 января 1942 года был тяжело ранен при артобстреле во время выезда в войска под Севастополем, по медицинским показателям подлежал эвакуации, однако по настоянию командующего армией генерал-майора И. Е. Петрова был оставлен в городе. В конце марта вернулся к штабной работе, но незалеченная рана потом причиняла боль всю жизнь. Эвакуирован из города в последние дни обороны со штабом армии на подводной лодке.

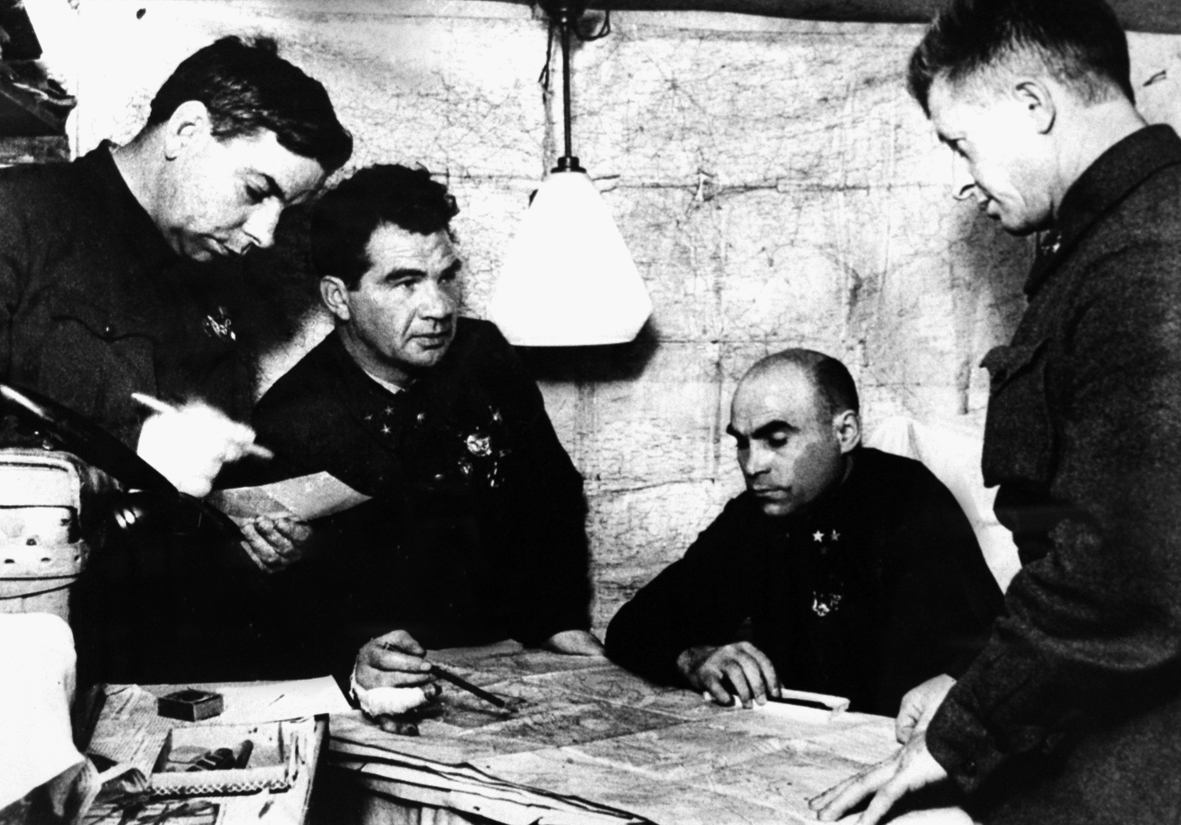
Командный пункт 62-й армии: начальник штаба армии Н. И. Крылов, командующий армией В. И. Чуйков, член Военного совета К. А. Гуров, командир 13-й гв. сд А. И. Родимцев.
Декабрь 1942 года.

Затем более месяца был в резерве и писал отчёт об обороне Севастополя. В августе 1942 года назначен начальником штаба 1-й гвардейской армии, но через несколько дней срочно вызван в Сталинград и назначен начальником штаба 62-й армии, которая вела многомесячные уличные бои в городе. До прибытия нового командующего В. И. Чуйкова почти месяц командовал армией. На протяжении всей Сталинградской битвы со штабом оставался в городе, хотя штаб армии располагался примерно в 800 метрах от позиций врага. Там стал близким другом В. И. Чуйкова, а также много месяцев его начальником был член Военного совета фронта Н. С. Хрущёв. После войны Н. И. Крылов напишет очерк «Волжская твердыня».
После победы под Сталинградом генерал Крылов назначен в мае 1943 года командующим войсками 3-й резервной армии Ставки Верховного Главнокомандования.
С июля 1943 года — командующий 21-й армией на Западном фронте.
С октября 1943 года — командующий 5-й армией на Западном фронте, участвовал в Оршанской операции и Витебской операции. Затем армия передана 3-му Белорусскому фронту. Во главе этой армии ярко раскрылся полководческий талант Крылова. В ходе Белорусской стратегической операции 1944 года части армии успешно наступали у Витебска, Орши, Минска, штурмовали Вильнюс и отбивали контрудары врага под Каунасом. 
За отличное командование войсками в Белорусской операции указом Президиума Верховного Совета СССР от 19 апреля 1945 года Н. И. Крылову присвоено звание Герой Советского Союза с вручением ордена Ленина и медали «Золотая Звезда».
В октябре-декабре 1944 года два месяца лежал в госпитале в Москве (открылась старая рана), затем вернулся на пост командующего и отличился в Восточно-Прусской операции.

## Война с Японией
После победы над Германией 5-я армия в полном составе была переброшена на Дальний Восток и включена в состав 1-го Дальневосточного фронта. Участник Советско-японской войны в августе 1945 года. Вместе с командующим фронтом Маршалом Советского Союза К. А. Мерецковым им был предпринят дерзкий шаг против 3-й японской армии. В условиях проливного дождя, без артподготовки, через границу скрытно были выдвинуты передовые части, которые абсолютно внезапно для японцев атаковали и уничтожили долговременные огневые сооружения, прорвав глубоко эшелонированный приграничный оборонительный рубеж. Развивая наступление, армия освободила крупные города Мулин, Линькоу, Муданьцзян.
За успешный разгром противостоящих группировок врага в этой операции Н. И. Крылову указом Президиума Верховного Совета СССР от 8 сентября 1945 года вторично присвоено звание Герой Советского Союза.

## Послевоенная служба
С октября 1945 года Н. И. Крылов служил заместителем командующего Приморским военным округом. С января 1947 года — командующий войсками Дальневосточного военного округа (тогда в состав этого округа входили только Сахалин, Камчатка, Курильские острова и отдельные прибрежные районы Приморского края). В марте 1953 года этот «островной» округ был переформирован в 15-ю общевойсковую армию, которую включили в состав нового объединённого Дальневосточного военного округа. Крылов около полугода командовал этой армией, а в сентябре того же 1953 года он был назначен первым заместителем командующего войсками Дальневосточного военного округа. Одновременно, 18 сентября 1953 года, ему было присвоено воинское звание генерал армии. С января 1956 года — командующий войсками Уральского военного округа, с ноября 1958 года — командующий войсками Ленинградского военного округа, с октября 1960 года — командующий войсками Московского военного округа. 

## На посту Главкома РВСН
В марте 1963 года назначен Главнокомандующим Ракетными войсками стратегического назначения СССР.
На посту Главкома РВСН Н. И. Крылов оказался по существу, создателем нового вида войск, ибо за прошедшие 4 года существования войск он стал их четвёртым по счету Главнокомандующим. Ему предстояло в сжатые сроки создать войска, привести их в постоянную боевую готовность, обеспечивать испытания новой техники и совместно с конструкторами вести её доработку. Развитие РВСН обуславливалось и Карибским кризисом. В 1965 году, судя по докладу министра обороны США Р. Макнамары, у США имелось 650 баллистических ракет, а у СССР всего 200. Н. И. Крылов, конструктор М. К. Янгель и ряд других специалистов приходят к выводу о необходимости строительства новейших шахтных пусковых установок (ШПУ) и принятия на вооружение новых боевых ракетных комплексов (БРК). М. К. Янгель создал в своём КБ новые виды ракетного вооружения, дальность полёта которых значительно превышала РК с ракетами Р-12.
Широко известна ставшая уже фольклорной история о посещении Ракетных войск стратегического назначения СССР Президентом Франции Шарлем де Голлем в 1966 году. Вместе с Н. И. Крыловым он посетил ракетную дивизию в Новосибирске, после чего по приглашению Л. И. Брежнева прибыл для участия в показательном пуске ракеты на полигоне Ленинск в Казахстане. Де Голль не был предупрежден о готовящемся пуске и беседовал с Брежневым и Крыловым на смотровой террасе полигона, когда в нескольких сотнях метров от них внезапно из замаскированной шахты стартовала и ушла в небо межконтинентальная баллистическая ракета. Когда потрясённый де Голль спросил у Брежнева: «Неужели у вас такая же ракета и на Париж нацелена?», улыбнувшийся Брежнев кивнул на дымящуюся шахту и сказал: «Не беспокойтесь. Не эта». Возможно, случившееся убедило генерала де Голля в силе нового вида вооружений Советской Армии и повлияло на его решение о выходе Франции из военной организации НАТО в том же году.
Н. И. Крылов скончался в возрасте 69 лет, на девятый день после получения известия о смерти своего друга — М. В. Захарова, маршала Советского Союза. Похоронен у Кремлёвской стены.

## Награды
- Дважды Герой Советского Союза (19.04.1945, 8.09.1945).
- Четыре ордена Ленина (8.10.1942, 21.02.1945, 19.04.1945, 28.03.1963).
- Орден Октябрьской революции (22.02.1968).
- Четыре ордена Красного Знамени (10.02.1942, 4.02.1943, 3.11.1944, 20.06.1949).
- Орден Суворова 1-й степени (4.07.1944.).
- Орден Кутузова 1-й степени (28.09.1943).
- Медаль "Партизану Отечественной войны 2 степени"
- Медаль «За оборону Сталинграда».
- Медаль «За оборону Севастополя».
- Медаль «За победу над Германией».
- Медаль «За победу над Японией».
- Медаль «За взятие Кенигсберга».
- Медаль «За оборону Одессы».
- Медаль «За воинскую доблесть. В ознаменование 100-летия со дня рождения Владимира Ильича Ленина» (1970).
- Медаль «XX лет Рабоче-Крестьянской Красной Армии» (22.02.1938).

Бюст в родном селе Вишнёвое

- Медаль «30 лет Советской Армии и Флота» (1948).
- Медаль «40 лет Вооружённых Сил СССР» (1958).
- Медаль «Двадцать лет победы в Великой Отечественной войне 1941—1945 гг.» (1965).
- Медаль «50 лет Вооружённых Сил СССР» (1968).
- Почётное оружие — именная шашка с золотым изображением Государственного герба СССР (22.02.1968).

Ордена и медали других стран
- Командор ордена Почётного легиона (Франция)
- Военный крест 1939—1945 (Франция)
- Орден Возрождения Польши 2-го класса (Польша)
- Орден Сухэ-Батора (Монголия)
- Орден Облаков и Знамени (Китай)
- Медаль «Братство по оружию» (Польша)
- Медаль «За освобождение Кореи» (КНДР)
- Две Медаль «Китайско-советской дружбы» (КНР)
- Медаль «За укрепление дружбы по оружию» (ЧССР)

## Память

Бюст на Аллее Героев в Тамале

- Именем маршала Крылова названы улицы в городах Пенза и Одинцово, Севастополе, Первомайске Николаевской области Украины, а также на его родине в селе Вишнёвом.
- Имя маршала Крылова в советское время носила улица в Вильнюсе.
- Как дважды Герою, маршалу Крылову в 1951 году был установлен бюст на малой родине — в селе Вишнёвое Тамалинского района Пензенской области[8][9].
- В селе Вишнёвое также создан Историко-краеведческий музей имени Н. И. Крылова. В постоянной экспозиции музея представлены личные вещи Маршала, в том числе рабочий китель с фуражкой и выходное пальто с парадной фуражкой, переданные его близкими[источник не указан 731 день].
- Бюст маршала установлен в районном посёлке Тамала — райцентре Тамалинского района Пензенской области. Бюст Крылова в Тамале является частью мемориала жителям района — участникам Великой Отечественной войны. Мемориал состоит из символического скульптурного памятника фронтовикам и шести бюстов Героев Советского Союза — уроженцев Тамалинского района (включая Крылова).
- Бюст маршала Н. И. Крылова установлен на Аллее героев в Парке Победы в Саратове, как одному из трёх саратовцев дважды Героев Советского Союза.
- Имя маршала Крылова носило Харьковское высшее военное командно-инженерное училище.
- Имя «Маршал Крылов» носит большой морозильный рыболовный траулер, ныне «Marshal Krylov», России не принадлежит[10].
- Имя «Маршал Крылов» носит корабль измерительного комплекса Тихоокеанского флота[11].
- Имя маршала Крылова носит средняя общеобразовательная школа № 2 в ЗАТО Солнечный (г. Ужур-4) Красноярского края.
- На здании бывшего штаба Московского военного округа (Космодамианская набережная, дом 24 строение 1/53) установлена мемориальная доска[12].
- Мемориальная доска в память о Крылове установлена Российским военно-историческим обществом на здании средней школы № 1 города Аркадака.
- Мыс Маршала Крылова в бухте Осьма на океанской стороне острова Уруп (Большая Курильская гряда. Назван экспедицией Сахалинского отделения Русского географического общества в 2015 г. Название утверждено распоряжением Правительства РФ от 3 октября 2017 г.(Российская газета, 13 октября 2017 г. Федеральный выпуск).
- Улица Маршала Крылова в Волгограде.
- Улица Маршала Крылова в Калаче-на-Дону

## Результаты деятельности и личные качества

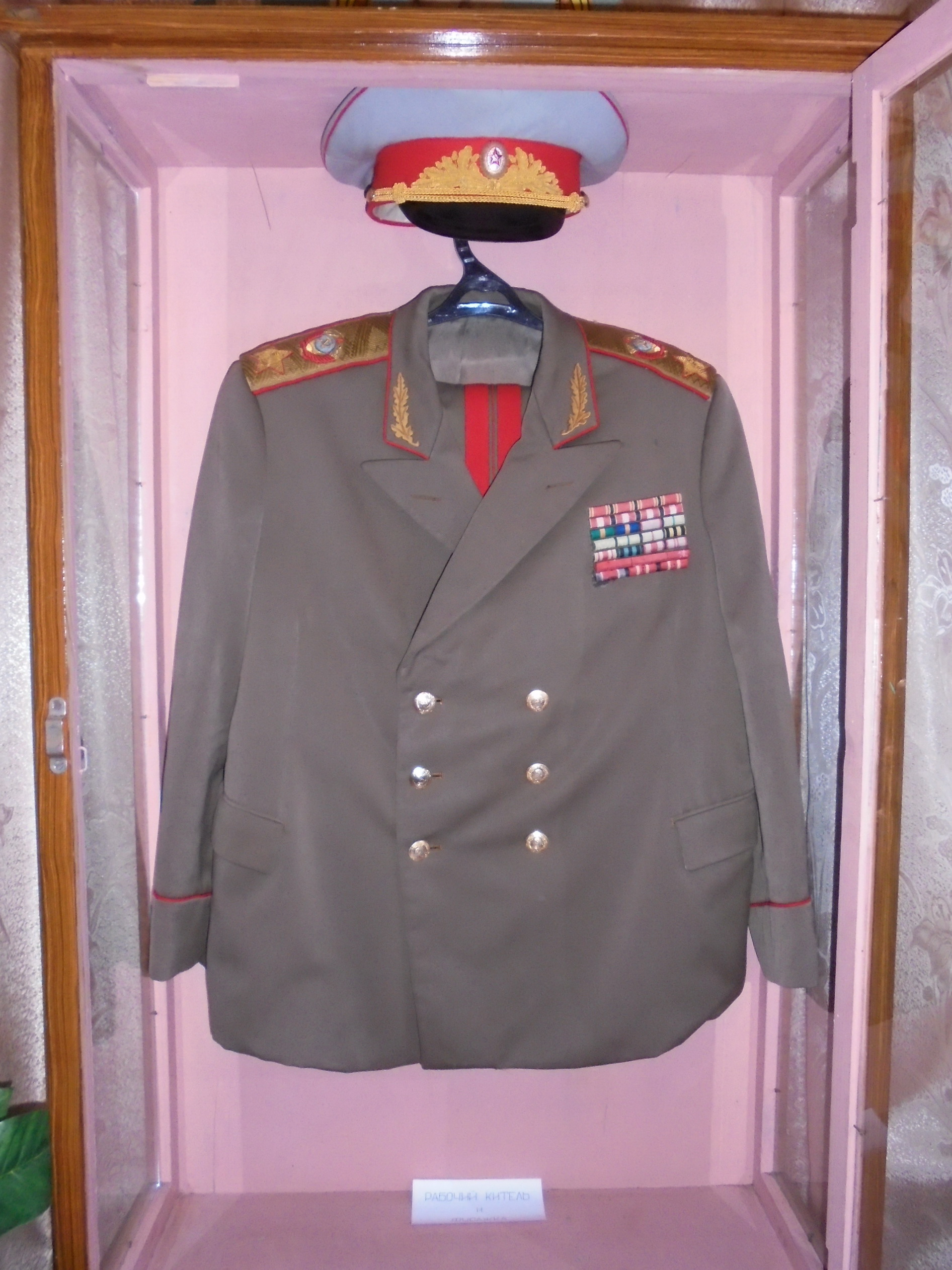
Рабочий китель и фуражка Маршала Н. И. Крылова (экспозиция историко-краеведческого музея имени Н. И. Крылова в с. Вишнёвое)

Н. И. Крылов проводил инспекции во всех частях и подразделениях РВСН. После каждого выпуска офицеров-ракетчиков приглашал в Главный штаб РВСН молодых офицеров, выслушивал их жалобы и просьбы, после чего лично проверял выполнение поставленных им задач. Проинспектировав ракетную часть, маршал Крылов писал: «После проверки готовности части, начальник штаба показал графики боевого дежурства, всё красочно и красиво. Проверил порядок в казарме, и после красочных рисунков стало мрачно».
Авторитет Н. И. Крылова в РВСН был высоким.
Немало сил и средств было потрачено на обустройство военных городков, где проживали семьи ракетчиков. При проверке любой части Н. И. Крылов проверял быт гарнизона, строительство жилого фонда, детских садов и школ, лечебных и оздоровительных учреждений, спортивных площадок и сооружений, домов культуры, театров. Почти все военные городки были построены по утверждённым Н. И. Крыловым проектам.
Во время его командования, в 1965 году, был утверждён Боевой устав РВСН.

## Отзывы
Моя первая встреча с Крыловым была непродолжительной, но сложившееся тогда впечатление о нём мне никогда потом не приходилось пересматривать. Как-то сразу почувствовалось, что это человек, сочетающий в себе твёрдый характер, и недюжинный ум, человек самоотверженный, надёжный в самом высоком смысле слова, на которого можно положиться при любых обстоятельствах. Потом я узнал, что Николай Иванович обладает также редкостной работоспособностью — казалось, силам его нет предела. Узнал и исключительную его скромность. Собственное служебное положение никогда не имело для него слишком большого значения. Не раз, получив возможность выбора, он предпочитал быть назначенным на менее высокий пост и в то же время всегда был готов взять на себя самое трудное.

Назначение В. И. Чуйкова командармом, а Н. И. Крылова — начальником штаба… полностью себя оправдало. Сработались они отлично. Причём возглавляемый Крыловым штаб внёс чрезвычайно много нового в практику боевого управления войсками, сражавшимися в сложнейшей, часто совершенно необычной обстановке.

Он был командармом «… чьи талант, военное искусство, мужество и воля к победе, проявленные на полях сражений, дают все основания назвать его полководцем. Это звание не присваивается никаким приказами и ни к кому не приходит автоматически, вместе с назначением на определённую должность. Право на него дают только боевые дела».
— Предисловие Маршала Советского Союза А. М. Василевского к книге Маршала Советского Союза Н. И. Крылова Сталинградский рубеж. — М.: Воениздат, 1984. — С. 3—4.

С Николаем Ивановичем Крыловым мы были неразлучны весь период боёв в Сталинграде…

Он был начальником штаба армии и моим первым заместителем. За весь этот период мы хорошо узнали друг друга, и в оценке событий в самой сложной обстановке у нас не было расхождений. Николай Иванович умел подхватывать решения и так четко проводить их в жизнь, что подчиненные командиры и штабы в разговорах с ним всегда чувствовали решение Военного Совета.

Я особенно уважал и ценил боевой опыт Николая Ивановича, полученный им в период обороны Одессы и Севастополя. Его знание противника, даже отдельных видных генералов, его опыт организации обороны в городе были неоценимы в боях за Сталинград.
— Маршал Советского Союза В. И. Чуйков. Начало пути. — М.: Воениздат, 1959. — С. 85.

Боевому пути этого добрейшего по натуре и абсолютно невозмутимого генерала можно было позавидовать. Он был начальником штаба армий, героически оборонявших Одессу,Севастополь и Сталинград. Этот факт говорил сам за себя. Мне было известно, что Крылов блестяще проявил себя и на посту командарма как в операции «Багратион», так и в сражении за Восточную Пруссию. Николай Иванович не имел высшего военного образования, но его отточенное оперативное мышление и ясное предвидение неожиданных поворотов в боевых действиях просто поражает.
— Герой Советского Союза  Маршал Советского Союза Баграмян И. Х. Так шли мы к победе. — М: Воениздат, 1977. — С. 537.

Приехал в 62‑ю сталинградскую армию…
Встреча. Обед у Чуйкова на террасе дачного домика. Сад. Чуйков, Крылов, Васильев, два полковника – члены Военного Совета.
Встреча холодная, все они кипят. Неудовлетворенность, честолюбие, недостаточные награды, ненависть ко всем, кто отмечен более щедрыми наградами, ненависть к прессе, о кинофильме «Сталинград» говорят с проклятиями. Большие люди, тяжелое, нехорошее впечатление.
Ни слова о погибших, о памятнике, об увековечении тех, кто не вернулся.
Каждый только о себе и о своих заслугах.
Утром у Гурьева. Та же картина.
Скромности нет. «Я сделал, я вынес, яяя‑я я‑я…» О других командирах без уважения, какие‑то сплетни бабьи: «Мне передали, что Родимцев сказал то‑то и то‑то…»
В общем, мысль такая: «Все заслуги только у нас, У 62‑й, а в самой 62‑й лишь я один, остальные между прочим».
Суета сует и всяческая суета.
— Глава «Записная книжка». 1 мая 1943 года // Гроссман В. С. Годы войны. — М.: Правда, 1989. — 464 с. — (Библиотека журнала «Знамя»).

## Воинские звания
- майор (1935)
- полковник (17.02.1938)
- генерал-майор (27.12.1941)
- генерал-лейтенант (9.09.1943)
- генерал-полковник (15.07.1944)
- генерал армии (18.09.1953)
- Маршал Советского Союза (29.04.1962)

## Сочинения
- Крылов Н. И. Сталинградский рубеж. — М.: Воениздат, 1979. — 380 с.
- Крылов Н. И. Огненный бастион. — М.: Воениздат, 1973. — 416 с.
- Крылов Н. И. Не померкнет никогда. — М.: Воениздат, 1969. — 312 с.
- Крылов Н. И. Слово о защитниках Одессы // Военно-исторический журнал. — 1966. — № 5. — С. 68—77.
- Крылов Н. И. Разгром земландской группировки противника // Военно-исторический журнал. — 1972. — № 4. — С. 52—58.
- Крылов Н. И. В Тихоокеанской дивизии // Военно-исторический журнал. — 1976. — № 3. — С. 66—72.